# Fausto dos Santos
Fausto dos Santos, meglio conosciuto come Fausto (Codó, 28 gennaio 1905 – Santos Dumont, 28 marzo 1939), è stato un calciatore brasiliano.
Morì precocemente nel 1939 di tubercolosi.

## Carriera
All'inizio della carriera giocò nel Bangu e successivamente nel Vasco da Gama. Poco dopo, il Mondiale 1930 si trasferì nel Barcellona. Dopo una breve permanenza in Svizzera, negli YF Juventus, tornò in Brasile.

## Palmarès
- Campionato Carioca: 2

Vasco da Gama: 1929, 1934
- Copa Catalunya: 1

Barcellona: 1932